# Saint-Sylvain (Corrèze)
Saint-Sylvain is een gemeente in het Franse departement Corrèze (regio Nouvelle-Aquitaine) en telt 140 inwoners (2004). De plaats maakt deel uit van het arrondissement Tulle.

## Geografie
De oppervlakte van Saint-Sylvain bedraagt 7,3 km², de bevolkingsdichtheid is 19,2 inwoners per km².
De onderstaande kaart toont de ligging van Saint-Sylvain (Corrèze) met de belangrijkste infrastructuur en aangrenzende gemeenten.

## Demografie
Onderstaande figuur toont het verloop van het inwonertal (bron: INSEE-tellingen).